# Nitra
Nitra (em húngaro: Nyitra; alemão: Neutra) é a quarta maior cidade da Eslováquia, situada ao pé da montanha de Zobor, no vale do Rio Nitra. É a capital do distrito de Nitra e da região de Nitra. Tem 100,48 km² de área e sua população em 2018 foi estimada em 76.655 habitantes.

## História
Nitra, junto a Bratislava, são as cidades mais antigas da Eslováquia. As origens de Nitra como cidade e referência histórica segura datam do século IX. Nitra é uma cidade da importância histórica extraordinária. Habitada desde o tempo inemorial, foi o estabelecimento dos primeiros eslovacos. A primera igreja cristã na Europa Central e na Europa Oriental, foi construída en 828 durante a época do principado de Nitra, assim como o primeiro bispado conhecido na Eslováquia atual (erguido em 880). 

## Demografia
| Ano:        | 1994   | 2004   | 2014   | 2024   |
| ----------- | ------ | ------ | ------ | ------ |
| Broj ljudi: | 87 127 | 85 742 | 78 033 | 75 945 |
| Razlika:    |        | -1,58% | -8,99% | -2,67% |

| Ano:               | 2023   | 2024   |
| ------------------ | ------ | ------ |
| Número de pessoas: | 76 499 | 75 945 |
| Diferença:         |        | -0,72% |

## Esporte
A Cidade possui um time de futebol chamado FC Nitra, que foi fundado em 1909.